# リエージュ大学
リエージュ大学(フランス語: Université de Liège)は、ベルギーのリエージュに位置する公立大学である。
1817年にウィレム1世によって設立された。
2004年から2009年の間に、リエージュとジャンブルーに位置するいくつかの高等教育機関と合併し、既存の8に新しい学部を加えた。
大学は次の9学部と学校と機関で構成されている。
1. 建築学部
2. 法学・政治学部
3. 医学部
4. 獣医学部
5. 文学・哲学部
6. 心理学・教育学部
7. 理学部
8. 農学部
9. 応用科学部
10. 管理学校
11. 人間社会科学研究所

## 著名な出身者
- アルベルト・クラウデ, 1974年ノーベル生理学・医学賞 受賞
- マルセル・ドゥティエンヌ, 古典学者、比較人類学者
- デーヴィッド・ケイリン, 生物学者
- アウグスト・ケルクホフス, オランダの言語学者、暗号研究者
- ヴィンツェンティ・コヴァルスキ, ポーランドの軍人
- ジョゼフ・プラトー (1801–1883), 物理学者
- ジョルジュ・プーレ, フランスの文芸評論家
- ジャン・レイ (1902–1983), 第2代欧州委員会委員長
- テオドール・シュワン, 生理学者、動物学者。細胞説の提唱者、シュワン細胞の発見
- ポール・スウィングス, 天体物理学者。1948年フランキ賞受賞
- アルーン・タジェフ, フランスの火山学者、地質学者

## 著名な教員
- ポール・フラマリエ (1877–1970), 地質学者
- ポール・ルドゥー (1914–1988), 天体物理学者
- ポール・スウィングス (1906–1983), 天体物理学者
- テオドール・シュワン (1810–1882), 生理学者、動物学者

## 名誉博士号
- ドミニク・ストロス＝カーン (2011.5)
- ミハイル・ゴルバチョフ (2011)
- ビル・ヴィオラ (2010)
- 重原久美春 (1998)
- 大江健三郎 (2000)